# Muslimanska organizacija Hrvatske seljačke stranke
Muslimanska organizacija Hrvatske seljačke stranke bila je stranačka organizacija Hrvatske seljačke stranke. Osnovana je u studenom 1936. godine u Zagrebu. Osnovali su ju Ademaga Mešić i Hakija Hadžić, poslije ulaska JMO u vladu Milana Stojadinovića. MO HSS djeluje u BiH od tada pa sve do 1941. godine, a Mešić je jedan od njezinih čelnika.